# Trello
Trello é um aplicativo de gerenciamento de projeto baseado na web originalmente desenvolvido em 2011 pela então Fog Creek Software (atualmente Glitch). Em 2017, foi adquirido pela empresa australiana Atlassian.
Ele opera um modelo de negócio freemium (gratuito e com opção de assinatura para recursos avançados).

## História
O Trello foi liberado no evento TechCrunch pelo fundador da Fog Creek, Joel Spolsky. A revista Wired nomeou a aplicação em setembro de 2011 uma das "The 7 Coolest Startups You Haven’t Heard of Yet". Lifehacker afirma que a colaboração de projetos é simples e bem agradável.
Em julho de 2012, o site ultrapassou 500.000 usuários, passou 1.000.000 de usuários em dezembro de 2012 e 4.000.000 em 7 de maio de 2014. Em setembro de 2014 ultrapassou cinco milhões de usuários e em 14 de outubro de 2015 alcançou a marca de mais de 10 milhões de usuários.
Em 2014, levantou US $ 10,3 milhões em financiamento da Index Ventures e Spark Capital.

## Características
Trello utiliza o paradigma Kanban para gerenciamento de projetos e se tornou popular ao ser utilizada pela Toyota. Os projetos são representados por quadros (boards), que contêm listas com várias tarefas. Cada tarefa é representada por meio de cartões criados dentro das listas. Cartões podem ser movidos, copiados ou compartilhados entre as listas, de modo a alterar seu progresso. Usuários podem ser adicionados nos cartões.
Ele suporta plataformas móveis para iPhone, Android e Windows 8, no entanto, o seu site foi concebido para ser acessível na maioria dos navegadores da web móvel. Uma aplicação iPad foi lançado em 12 de março de 2013. Foi adicionado suporte para um número ilimitado de marcas, na forma de etiquetas coloridas que podem ser renomeados e novos criados, a partir 21 de novembro de 2014. Os Cartões podem ter comentários, anexos, enquetes, votações, calendário e checklist.

## Uso
Trello serve tanto como uso pessoal como para trabalho. Ele inclui gestão imobiliária, gerenciamento de projetos de software, quadros de aviso escolares, planejamentos de aula e gerenciamento de casos de escritório de advocacia. Sua API rica, bem como capacidade de e-mail-in permite a integração com sistemas corporativos ou serviços de integração baseados em nuvem como IFTTT e Zapier.

## Arquitetura
De acordo com Fog Creek, criador do Trello, o website foi construído em cima do MongoDB, Node.js e BackBone.js.